# Rudno (Kraljevo)
Pour les articles homonymes, voir Rudno.
Rudno (en serbe cyrillique : Рудно) est un village de Serbie situé sur le territoire de la ville de Kraljevo, district de Raška. Au recensement de 2011, il comptait 199 habitants.
Un autre village portant le nom de Rudno est situé à proximité.

## Démographie

### Évolution historique de la population
| 1948 | 1953 | 1961 | 1971 | 1981 | 1991 | 2002 | 2011 |
| ---- | ---- | ---- | ---- | ---- | ---- | ---- | ---- |
| 601  | 630  | 595  | 571  | 437  | 364  | 302  | 199  |

|  |